# ウォータージェットメス
ウォータージェットメスとは生体組織を剥離、切開する医療機器である。
ジェット水流の衝撃エネルギーで神経や血管などを傷付けずに組織のみを切除することができる。
また、脈管に当たった水流はコアンダ効果により血管表面の曲面を伝わって回り込みながら進むため
血管を傷つけずに陰になった組織を除去することが可能である。